# Ходячі мерці: Байки
«Ходячі мерці: Байки» (англ. Tales of the Walking Dead) — американський постапокаліптичний драматичний телесеріал, створений Скоттом М. Гімплом і Ченнінгом Пауелом. Прем'єра відбулася на каналі AMC 14 серпня 2022 року.
«Байки» — спіноф серіалу «Ходячі мерці» (2010), який заснований на коміксах Роберта Кіркмана, Тоні Мура та Чарлі Адларда. Це четвертий проєкт франшизи «Ходячих мерців». Серед головних героїв антології як знайомі персонажі вигаданого всесвіту коміксів, так і нові.

## В основних ролях

### 1-й епізод
- Террі Крюс — Джо
- Олівія Манн — Іві
- Керсті Браян — Сандра

### 2-й епізод
- Паркер Поузі — Блер Кроуфорд
- Джилліан Белл — Джина

### 3-й епізод
- Саманта Мортон — Ді (Альфа)
- Скарлетт Блюм — Лідія
- Лорен Глейзер — Брук

### 4-й епізод
- Поппі Лью — Емі
- Ентоні Едвардс — д-р Чонсі Еверетт

### 5-й епізод
- Джессі Ашер — Дейвон
- Ембет Девідц — Аманда
- Лоан Шабаноль — Нора
- Гейдж Манро — Арно

### 6-й епізод
- Даніелла Пінеда — Ідалія
- Денні Рамірес — Ерік

## Виробництво
10 квітня 2022 року вийшов тизер майбутнього серіалу під гаслом «Шість різних історій, один мертвий світ» (англ. 6 Different Stories, 1 Dead World).